# Oshkosh (Wisconsin)
Oshkosh és una població dels Estats Units a l'estat de Wisconsin. Segons el cens del 2007 tenia 64.592 habitants.

## Demografia
Segons el cens del 2000, Oshkosh tenia 62.916 habitants, 24.082 habitatges, i 13.654 famílies. La densitat de població era de 1.028 habitants per km².
Dels 24.082 habitatges en un 27,3% hi vivien nens de menys de 18 anys, en un 44,3% hi vivien parelles casades, en un 9,1% dones solteres, i en un 43,3% no eren unitats familiars. En el 32,4% dels habitatges hi vivien persones soles l'11,7% de les quals corresponia a persones de 65 anys o més que vivien soles. El nombre mitjà de persones vivint en cada habitatge era de 2,31 i el nombre mitjà de persones que vivien en cada família era de 2,95.
Per edats la població es repartia de la següent manera: un 20,7% tenia menys de 18 anys, un 18,1% entre 18 i 24, un 29,7% entre 25 i 44, un 18,3% de 45 a 60 i un 13,1% 65 anys o més.
L'edat mediana era de 32 anys. Per cada 100 dones de 18 o més anys hi havia 98,7 homes.
La renda mediana per habitatge era de 37.636$ i la renda mediana per família de 48.843$. Els homes tenien una renda mediana de 33.750$ mentre que les dones 24.154$. La renda per capita de la població era de 18.964$. Aproximadament el 5,2% de les famílies i el 10,2% de la població estaven per davall del llindar de pobresa.

## Poblacions més properes
El següent diagrama mostra les poblacions més properes.